# Miza
Miza je kos pohištva, sestavljen iz horizontalno nameščene plošče postavljene na podnožje različnih oblik. Podnožju, sestavljenemu iz vertikalnih palic rečemo »noge«.
Poznamo različne vrste miz: 
- Miza v »hiši« na slovenskih kmetijah
- Jedilna miza - večje mize, navadno v jedilnicah ali drugih prostorih namenjenih prehranjevanju. Tovrstne mize so pogosto raztegljive, da jih lahko prilagodimo številu ljudi, ki za njo sedijo.
- Klubska miza - manjše mize, navadno v dnevnih prostorih. Namenjene so odlaganju stvari (pijača, prigrizki...)
- Pisalna miza - mize namenjene pisanju in podobnim delovnim procesom, navadno s pripadajočimi predali.
- Mize namenjene športu - niso mize v pravem pomenu besede temveč površine namenjene igram, ki samo spominjajo na mizo (miza za bilijard, miza za namizni tenis...).